# دولت‌آباد قیصریه
دولت‌آباد قیصریه، روستایی از توابع بخش مرکزی شهرستان ری در استان تهران ایران است.

## دلیل نامگذاری
نام قیصریه از نام ارباب این روستا در زمان پهلوی به نام قیصریه آمده

## جمعیت
این روستا در دهستان عظیمیه قرار دارد و براساس سرشماری مرکز آمار ایران در سال ۱۳۸۵، جمعیت آن ۹۲۰ نفر (۲۳۰خانوار) بوده‌است.

## بخش ها
محله اصلی - ایستگاه رآه آهن ری - قعله نو - حاشیه ی محل